# Asy myśliwskie Nowej Zelandii (I wojna światowa)
Lista nowozelandzkich asów myśliwskich z I wojny światowej. Należących do Royal Flying Corps lub Royal Australian Air Force. W tabeli podano stopnie jakie osiągnęli w czasie I wojny światowej.
| Stopień      | Nazwisko                 | Zdjęcie | Ilość zwycięstw | Jednostki                             | Data śmierci | Samoloty            | Dodatkowe informacje                                                                            |
| ------------ | ------------------------ | ------- | --------------- | ------------------------------------- | ------------ | ------------------- | ----------------------------------------------------------------------------------------------- |
| Major        | Keith Caldwell           |         | 25              | 8 Squadron, 60 Squadron, 74 Squadron  | 16.10.1980   | Nieuport, S.E.5a    | CBE, Military Cross, DFC                                                                        |
| Major        | Keith Park               |         | 20              | 48 Squadron                           | 6.02.1975    | Bristol F.2b        | Military Cross, DFC, Order Łaźni, Croix de Guerre, Legion of Merit, Order Imperium Brytyjskiego |
| Kapitan      | Ronald Bannerman         |         | 17              | 79 Squadron                           | 2.08.1978    | Sopwith Dolphin     | DFC, Order Imperium Brytyjskiego                                                                |
| Kapitan      | Herbert Gilles Watson    |         | 14              | No. 4 Squadron RAAF                   | lata 40.     |                     | DFC, Military Cross                                                                             |
| Kapitan      | Clive Franklyn Collett   |         | 12              | 18 Squadron, 70 Squadron              | 12.11.1947   | Sopwith Camel       | KIFA, Military Cross                                                                            |
| Kapitan      | Harold Beamish           |         | 11              | No. 3 Squadron RNAS, 203 Squadron     | 26.10.1986   | Sopwith Camel       | Distingushed Service Cross                                                                      |
| Kapitan      | Malcolm Charles McGregor |         | 11              | 51 Squadron, 85 Squadron, 91 Squadron | 26.10.1986   | Sopwith Pup, S.E.5a | KIFA, DFC                                                                                       |
| Porucznik    | Frederick Gordon         |         | 9               | 74 Squadron                           | 27.06.1985   | S.E.5a              | KIFA, DFC, Croix de Guerre                                                                      |
| Porucznik    | Herbert Drewitt          |         | 7               | 23 Squadron, 79 Squadron              | 4.01.1927    | SPAD                | Military Cross, Air Force Cross                                                                 |
| Podporucznik | Thomas Culling           |         | 6               | 1 Naval                               | 8.06.1917    | Sopwith Triplane    | KIA, Distingushed Service Cross                                                                 |
| Kapitan      | Forster Maynard          |         | 6               | 1 Naval                               | 26.01.1976   | Sopwith Triplane    | Distingushed Service Cross                                                                      |
| Porucznik    | Carrick Paul             |         | 6               | No. 4 Squadron RAAF                   | 22.01.1919   | Bristol Fighter     | KIFA, DFC                                                                                       |
| Podpułkownik | Alan Scott               |         | 5               | 43 Squadron, 60 Squadron              | 16.01.1922   | Bristol Fighter     | Military Cross, Air Force Cross, Order Łaźni                                                    |

Oznaczenia:
- KIA - Kill in Action - zginął w walce.
- KIFA - Kill in Flying Accident - zginął w wypadku lotniczym.